# Alexey Brodovitch
Alexey Brodovitch (en russe : Алексей Вячеславович Бродович, Alekseï Viatcheslavovitch Brodovitch) est un photographe, enseignant et designer, né le 1er mai 1898 à côté de Saint-Pétersbourg en Russie et mort le 15 avril 1971 au Thor dans le Vaucluse.
Il est surtout connu pour avoir été à la direction artistique du magazine Harper’s Bazaar de 1934 à 1958, aux côtés de Carmel Snow et Diana Vreeland. Son nom est régulièrement associé à celui de Richard Avedon dont il accompagne les débuts.

## Biographie

### Famille et jeunesse
Alexey Brodovitch naît à Ogolichi (Оголичи) situé entre Saint-Pétersbourg et la frontière de la Finlande (aujourd’hui en Biélorussie) dans l’oblast de Gomel, dans une famille polonaise fortunée, en 1898. Son père, Cheslau ou Vyacheslav Brodovitch, est un médecin psychiatre ; sa mère est peintre amateur. Pendant la guerre russo-japonaise, en 1904, sa famille déménage à Moscou où son père travaille dans un hôpital pour prisonniers japonais. 
Alexey est envoyé étudier à l’Institut Tenichev, une institution prestigieuse à Saint-Pétersbourg, avec l’intention de s’inscrire éventuellement à l’Académie impériale des Beaux-Arts. Il abandonne ses études artistiques pour fuguer et s’engager à 16 ans dans l’armée russe
 

Peu de temps après, son père le fait ramener à la maison et engage un tuteur privé pour aider son fils à terminer ses études. Après avoir obtenu son diplôme, Brodovitch s’enfuit de nouveau et à plusieurs reprises. Il se souvient : 
« Au bout d’une semaine environ, je me suis enfui sur la ligne de front pour tuer des Allemands. Mais mon père, alors général militaire à la tête d’un train d’hôpital de la Croix-Rouge, avait beaucoup d’influence et je fus bientôt ramené vers lui. Dans le train de retour, j’ai été employé comme aide-infirmier. En Prusse orientale, je me suis à nouveau enfui et j’ai rejoint un régiment voisin. Une fois de plus, j’ai été pris, et cette fois, j’ai été envoyé dans une école d’officiers, le Corps des Pages ». 
Tentant de combattre le bolchevisme quelque temps dans l’armée blanche où il est même blessé, il est finalement contraint à l’exil. Au cours de cette retraite au sud à travers le Caucase et la Turquie, il rencontre sa future épouse, Nina. À Constantinople, sa famille se réunit (dont son père un temps emprisonné) pour fuir ensemble vers la France.

### Arts graphiques en France
Réfugié, il arrive à Paris vers 1918, où il souhaite devenir peintre mais Russe blanc émigré comme d’autres, Brodovitch devenu pauvre doit travailler pour la première fois de sa vie. Il prend un emploi de peintre en bâtiment tandis que sa femme Nina travaille comme couturière. Ils vivent dans un petit appartement bon marché dans le quartier de Montparnasse où sont déjà installés des artistes russes exilés depuis la fin du XIXe siècle, certains juifs ayant fui les pogroms antisémites de leur pays. Ce groupe d’artistes, dont Alexandre Archipenko, Marc Chagall ou Natan Altman, se rencontrent à l’Académie Vassilieff, une école peu coûteuse qui propose des cours de peinture et de sculpture sans instructeur. Ses liens avec ces jeunes artistes russes conduisent Brodovitch à un travail artistique en tant que peintre de toiles de fond du décor pour les Ballets Russes de Serge de Diaghilev.
Dès les années 1920, influencé par les mouvements artistiques qui jaillissent à cette époque en passant dans un Paris cosmopolite (dadaïsme, suprématisme, constructivisme, Bauhaus, futurisme, cubisme, fauvisme, purisme, surréalisme...), il travaille dans plusieurs domaines des arts décoratifs: maquettes de livres ou magazines, dessinateur d’affiches, de tissus, de porcelaine, de bijoux,. En parallèle, il s’occupe à temps partiel des mises en page, de l’assemblage des caractères, des photographies et des illustrations pour les Cahiers d’Art, un magazine d’art important, et Arts et Métiers graphiques, une revue de design influente. Il a l’opportunité d’avoir une influence notable sur l’aspect esthétique de ces revues car il n’existe pas de directeur artistique à l’époque. 
Il gagne la reconnaissance publique pour son travail dans les arts commerciaux en remportant le premier prix dans un concours d’affiches pour une soirée d’artistes appelée Le Bal Banal, le 24 mars 1924. L’affiche est exposée partout sur les murs de Montparnasse avec un dessin de Picasso qui a obtenu la deuxième place. C’est l’œuvre la plus ancienne de Brodovitch dont il est le plus fier ; il en placarde un exemplaire dans son bureau pendant des années.
Il continue à gagner la reconnaissance en tant qu’artiste en raison de son succès à l’Exposition internationale des Arts décoratifs de Paris en 1925, où il remporte cinq médailles : trois médailles d’or pour la conception de kiosques et de bijoux, deux médailles d’argent pour les tissus, et un premier prix pour le pavillon Beck Fils « Amour de l’Art ». 
Après ces victoires, la carrière de Brodovitch en tant qu’artiste des arts appliqués décolle. En 1928, il est engagé par Athelia, le studio de design du grand magasin parisien « Aux Trois Quartiers » installé boulevard de la Madeleine, pour concevoir et illustrer des catalogues et des publicités pour leur boutique de luxe pour hommes, « Madelios ». Brodovitch est conscient que beaucoup de clients sont assez traditionnels dans leurs goûts, alors il équilibre ses conceptions modernes avec des références grecques classiques. Aux environs des années 1930, alors directeur de la publicité aux magasins des Trois Quartiers et responsable également de l’aménagement des vitrines et des décorations intérieures, il fait la connaissance du photographe Maurice Tabard. 
Bien qu’employé à plein temps par Athelia, Brodovitch offre ses services en tant que designer indépendant et crée son propre studio, l’Atelier AB où il réalise des affiches pour divers clients dont Union Radio Paris ou la compagnie maritime Cunard. Il est également chargé par la maison d’édition de La Pléiade d’illustrer trois ouvrages : Nouvelles d’Alexandre Pouchkine, Contes Fantastiques de Fyodor Dostoïevsky et Monsieur de Bougrelon de Jean Lorrain. 
Brodovitch s’intéresse au développement techniques des sphères du design industriel, de la photographie et de la peinture contemporaine. Sa grande curiosité commence à assimiler les aspects les plus intéressants de tous ces domaines dans son travail, pour finalement les faire siennes.  Il a plus tard instillé cette même curiosité à ses étudiants, les encourageant à utiliser de nouvelles techniques comme l’aérographe, les laques industrielles, les aiguilles en acier flexible ou les instruments chirurgicaux. 
À l’âge de 32 ans, Brodovitch devient l’un des designers d’art commercial les plus respectés de Paris. En 1930, cependant, Paris a perdu de son éclat pour Brodovitch. L’esprit d’aventure et d’expérimentation autrefois florissant s’estompe à ses yeux. Bien qu’on lui offre de nombreux postes de conception, Brodovitch les refuse, vraisemblablement à la recherche de nouveaux endroits pour faire progresser ses conceptions. 

### Aux États-Unis

#### Enseignant
Invité par John Story Jenks, le père d’une jeune fille qu’il avait aidée dans son démarrage artistique, Brodovitch part avec sa femme et son fils pour les États-Unis et enseigne à Philadelphie le graphisme publicitaire au Philadelphia Museum School of Industrial Arts de Pennsylvanie. La tâche de Brodovitch constituait à amener le design publicitaire américain au niveau de celui de l’Europe, que l’on pensait avoir un esprit beaucoup plus moderne ; jusqu’alors, les designers américains se contentaient de reproduire ce qui existait déjà sur place, des visuels à peine évolués depuis la fin du XIXe siècle, alors que le pays regorge plein de talents. 
Il enseigne ensuite dans le cadre d’un atelier, le Design Laboratory, pour les étudiants avancés ; divisé en deux sections par semaine, une pour la conception et une pour la photographie, c’est un endroit couru par les artistes photographes,. Il partage la conviction du Bauhaus selon laquelle l’on doit éduquer l’individu dans son ensemble en dirigeant son attention sur une variété de solutions modernes pour ses projets graphiques. C’est un professeur non conventionnel pour l’époque, montrant des magazines européens, effectuant des sorties à Philadelphie avec ses élèves dans des lieux originaux comme des usines, des laboratoires, des centres commerciaux, des projets de logement, des décharges ou au zoo. Il leur dit souvent : « Etonnez-moi ! ». Parmi eux se trouvent les photographes Diane Arbus, Eve Arnold , (en) David Attie, Richard Avedon, (en) Harvey Lloyd, Hiro, Lisette Model, Garry Winogrand, Joel Meyerowitz ou Tony Ray-Jones mais également Jerry Schatzberg, Irving Penn du magazine Vogue, Marvin Israël, Lillian Bassman,(en)Ryszard Horowitz, Robert Frank, Garry Winogrand, (en) Ed Feingersh (photojournaliste), (en)Allan Porter, (en)Ted Croner, Hans Namuth...

#### Harper’s Bazaar

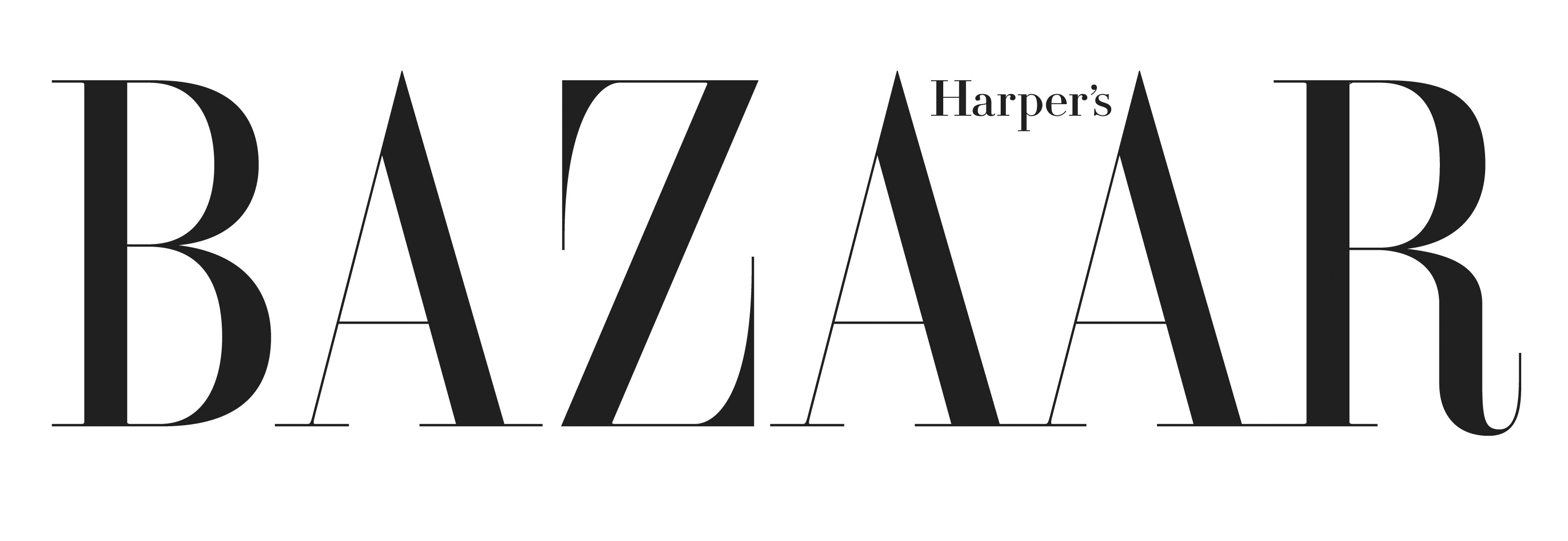
Logo d’Harper’s Bazaar magazine

En 1934, à l’initiative de la rédactrice de mode Carmel Snow, alors rédactrice en chef, immédiatement fascinée par le travail de Brodovitch, il devient le directeur artistique d’Harper’s Bazaar qui appartient au milliardaire William Randolph Hearst, et y restera 24 ans, travaillant aux côtés de Snow et Diana Vreeland. Innovant, il renouvelle la photographie de mode en lui donnant de la vivacité, des couleurs et une place de premier choix dans la publication, aussi le graphisme du magazine qu’il révolutionne ; il engage de jeunes photographes. Il organise un voyage de retour en France pour convaincre ses vieux amis de travailler avec lui au magazine et fera ainsi appel pendant des années aux forces artistiques européennes qui permettent de garder le magazine à la pointe de la technologie de l’époque, tout en lui imprimant une élégance notable,,. Martin Munkacsi, Man Ray, George Hoyningen-Huene ou Erwin Blumenfeld sont ses premiers collaborateurs, photographes ou artistes, également Salvador Dali, Marc Chagall, Raoul Dufy, Joan Miró, Jean Cocteau, Lillian Bassman ou Louise Dahl-Wolfe qui se distingue par son travail en couleurs,.
À son arrivée, l’embauche de Carmel Snow qu’il recrute, le départ de l’illustrateur Erté, ainsi que l’obsolescence d’Adolphe de Meyer lui permettent de renouveler au cours de sa carrière le graphisme par l’usage d’espaces blancs allégeant la maquette, l’organisation et déroulement du magazine, ainsi qu’un renouveau de la typographie. Il reste plus particulièrement connu pour l’usage fréquent de la photographie publiée sur une double page et également pour son recadrage des images de mode de manière inattendue ou décentrée, isolant des parties du vêtement ou du corps, ou en laissant le visage du mannequin dans l’ombre pour que la lectrice s’identifie à ce qu’elle voit, ainsi pour apporter un nouveau dynamisme à la mise en page. Tous ses collaborateurs reconnaissent sa vivacité et sa rapidité dans les choix qu’il opère, et dans son travail en général.
L’un de ses assistants au magazine est (en) Tony Lane, futur directeur artistique de Rolling Stone. 

### Autres
Le moulin à huile et le prieuré semi-ruinés dont il avait fait l’acquisition en 1939 dans la partie quasi inhabitée du vieux village d’Oppède dans le Vaucluse, permet à son frère, l’architecte Georges Brodovitch, d’y installer à partir de 1941 un groupe d’artistes réfractaires, animés par l’architecte Bernard Zehrfuss, et engagés dans des travaux de restauration et d’innovation du village et alentour pendant la guerre.
Brodovitch conçoit sa propre police de caractères en 1949 : « Al-Bro », une abréviation de son nom, qui possède des traits larges et étroits inspirés des symboles de la notation musicale. 
La même année, collabore à la production de la publication révolutionnaire Portfolio qui est largement reconnu comme étant le magazine de design graphique par excellence du XXe siècle. L’idée de la publication est venue du directeur artistique Frank Zachary qui voulait publier un magazine qui se concentre uniquement sur l’art et le design.Brodovitch y déchaîne son imagination graphique. George S. Rosenthal, dont la famille possédait une imprimerie dédiée aux livres de poche illustrés grand public, collabore au projet. La publication fonctionnant sans publicité qui l’aurait défigurée, elle s’éteint au bout de trois numéros,.
Entre 1935 et 1937, Brodovitch photographie plusieurs compagnies de ballet, dont le Ballet russe de Monte Carlo, lors de leurs visites à New York ou lors de tournées mondiales. Bien qu’à l’époque, il ait affirmé que les photos n’étaient destinées qu’à être des souvenirs, elles ont évolué pour devenir quelque chose de plus artistique. Le style dans lequel Brodovitch photographie s’écarte de la photographie nette et droite populaire à l’époque : ses images « crachent » et montrent une autre façon de travailler. Il publie en 1945 un livre de 104 photographies de plusieurs ballets, intitulé Ballet, par l’intermédiaire d’un petit éditeur new-yorkais.
Après son départ du magazine Harper’s en 1958, Alexey enseigne à la New School for Social Research de New York — où Diane Arbus sera une de ses élèves — jusqu’en 1967,. 
Il continue en parallèle plusieurs activités dont la conception de livres avec notamment Richard Avedon, (en) David Attie ou Robert B. Silvers et d’autres,.

### Déclin et retraite
Souffrant déjà d’une mauvaise santé, Alexy Brodovitch plonge dans un état de dépression aiguë à la suite du décès de sa femme, Nina. Au cours des deux années suivantes, il est envoyé dans divers hôpitaux à de nombreuses reprises pour tenter de guérir sa dépression et son alcoolisme qui s’aggravaient. Tout au long de ces séjours à l’hôpital, Brodovitch garde cependant un désir incessant de démarrer de nouveaux projets. À un moment donné, il a commencé à compiler une autobiographie mais elle n’a jamais vu le jour. Il reçoit un petit appareil Minox d’un ancien étudiant, Ben Rose (en) qui lui rend visite à l’hôpital d’État de Manhattan, ce qui permet au malade de photographier discrètement ses camarades. Souvent, Brodovitch décide de quitter l’hôpital avant que les traitements ne se terminent mais il est si atteint, cependant, qu’il y est de retour avant la fin de la journée.
Sans pension ni salaire régulier de Harper’s Bazaar, Brodovitch est confronté à des factures d’hôpital de plus en plus lourdes. Sa mauvaise santé l’empêche de se présenter régulièrement aux ateliers du Laboratoire de conception.
Harvey Lloyd (en) décide de lui faire quitter New York qu’il adorait mais où il dépérissait pour l’envoyer chez son frère, l’architecte Georges Brodovitch en France. En 1966, Brodovitch se fracture la hanche en tombant. Physiquement et financièrement en mauvaise posture, son retour en France avec son fils Nikita le rapproche de sa famille et de ses amis. Deux ans plus tard, il déménage au Thor, un petit village du Vaucluse encore plus proche de sa famille installée à Avignon. Il meurt au Thor trois ans plus tard, en 1971, à l’âge de 73 ans.

## Postérité
Quand Brodovitch a complètement cessé de se rendre à ses cours aux États-Unis, quelques étudiants ont tenté sans enthousiasme de maintenir la classe en son honneur mais sans son créateur, le laboratoire a cependant pris fin. 
En 1971, l’année de sa mort, le doctorat en beaux-arts est décerné à Brodovitch à titre posthume par le Philadelphia College of Art. 
En 1972, le Philadelphia College of Art organise l’exposition « Alexey Brodovitch et son influence » ; il est intronisé au Art Directors Club Hall of Fame à New York. 
En 1982, une exposition lui est consacrée au Grand Palais (Paris), organisée par le photographe français Georges Tourdjman. Cette rétrospective est réalisée à travers les témoignages des artistes et photographes que le directeur artistique a influencés (Hiro, Richard Avedon, Irving Penn, Henri Cartier-Bresson, Arnold Newman…).
En 2002, Phaidon Press publié le livre Alexey Brodovitch de Kerry William Purcell, qui retrace la vie et l’œuvre de l’artiste